# Llengües del Japó

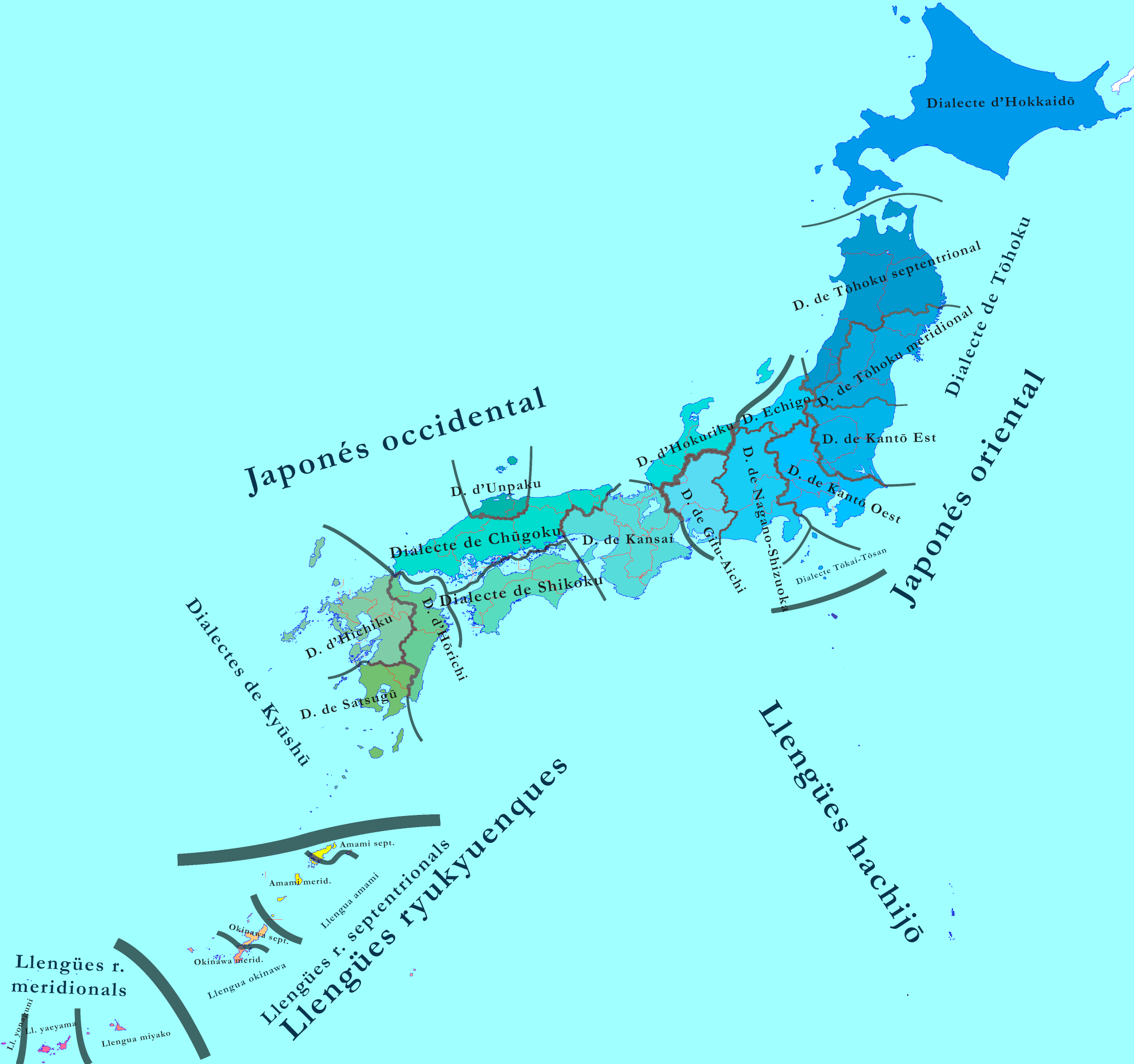
Mapa dels dialectes i llengües del Japó.

Al Japó s'hi parlen diverses llengües pertanyents a diverses famílies lingüístiques i d'aquestes és la llengua japonesa la més parlada per tot arreu de l'arxipèlag, la qual es divideix en diversos dialectes amb el dialecte de Tòquio considerat el japonés estàndard.
A més de la llengua japonesa, les llengües ryukyuenques són parlades a Okinawa i parts de Kagoshima dins les Illes Ryūkyū (també anomenades Nansei). Juntament amb el japonés, aquestes llengües són part de la família lingüística de les llengues japòniques, però són llengües diferents, i no són mútuament intel·ligibles amb el japonés, o entres elles mateixes. Totes les llengües ryukyuenques parlades hui en dia són classificades per l'UNESCO com en perill d'extinció.
A Hokkaido, hi és la llengua ainu, la qual és parlada pels ainu, les persones indígenes de l'illa. Les llengües ainu, de les quals l'ainu d'Hokkaido és l'única varietat encara parlada, són llengües aïllades i no formen part de cap família lingüística superior. Des de l'era Meiji, el japonés ha esdevingut amplament utilitzat entre les persones ainu i consegüentment llengües ainu han estat classificades com a en perill crític per l'UNESCO.
A més a més, llengües com l'orok, l'evenki i el nivkh parlades a l'antic territori japonés de Sakhalín del sud (hui en dia Rússia) esdevenen més i més en perill amb el passar del temps. Des de l'any 1884, en què hi hagué un trasllat forçat dels parlants d'aquestes llengües des de les Illes Kuril a Hokkaido pràcticament tots descendents han anat desapareixent en petites comunitats.

## Història
Fins a principis del segon segle de la n.e. no hi ha cap indici de llengua japonesa als textos xinesos. Els caràcters xinesos foren adoptats pels japonesos (kanji) i es començà a documentar la llengua japonesa al Japó. L'hiragana va sorgir per escriure les síl·labes pròpies del japonés i els caràcters del katakana foren incorporats (principalment pels monjos budistes) com una forma prou encertada de representar el so dels caràcters xinesos.

### Llengües ryukyuenques
Article principal: Llengües ryukyuenques
Els caràcters xinesos foren introduïts com a mitjà per documentar les llengües ryukyuenques a principis del segle XIII. Qualsevol detall sobre la llengua anterior a aquest punt és pràcticament desconegut. Alguns documents del segle XIV indiquen que els regals de Illes Ryūkyū a la Xina utilitzaven l'hiragana, la qual cosa indica que aquestes llengües estaven lligades al japonés en aquella època.

### Llengües ainu
Article principal: Ainu
Hi ha evidència que els habitants de Yaunmosir, com s'anomena en ainu, Sakhalin i les Illes Kuril parlaven múltiples llengües ainu amb un alt nivell d'intel·ligibilitat mútua, però hi ha també llocs per i al voltant de Tōhoku on els noms deriven de llengües ainu, evidenciant possible presència històrica d'aquest poble a la regió. Fins a gairebé la fi del s. XX l'ainu no tenia cap forma escrita, i hui dia s'escriu amb katakana com a transcripció preferida i també amb l'alfabet llatí. L'entitat coneguda com l'Ainu Times és l'única revista que publica en llengua ainu regularment i utilitza totes dues transcripcions.

### Llengua orok i llengua nivkh
Article principal: Nivkh, orok
Hi ha evidència que tant l'orok com el nivkh es parlaven a la fi del període Edo a Hokkaido, Sakhalín i les Illes Kuril, però després de la Segona Guerra Mundial aquestes comunitats junt als ainu restants a Sakhalín foren evacuades a Hokkaido Però es dubta que hi manquen parlants natius vius i tot i que sembla que no s'han extingit completament, tots dos en perill crític.

### Llengües europees
Des de l'Edat Mitjana, a causa de visites comercials d'europeus en vaixell, els japonesos han adoptat una gran quantitat de mots estrangers.
Després del contacte inicial amb els europeus l'any 1543, el portugués va esdevindre la llengua de contacte inicial amb aquests, però va ser ràpidament suplantada pel neerlandés després que els japonesos feren fóra els portuguesos. La popularitat del neerlandés va ser amplificada al període Edo, doncs en aquest període pacífic i de tancament cap a l'exterior sols els neerlandesos podien comerciar al Japó i hi era comú la venta llibres de ciències europees com anatomia, medicina, astronomia, física i química, anomenats rangaku (lit. "Estudis holandesos"). El govern del país nipó va realitzar negociacions amb autoritats occidentals en neerlandés fins al voltant del 1870. Des de llavors l'anglés ha esdevingut la llengua primària d'interacció amb països occidentals.

## Classificacions lingüístiques
Les llengües orals parlades pels pobles natius del país insular del Japó pertanyen a dues famílies lingüístiques sense relació:
- Llengües japòniques
  - Llengua japonesa (Vegeu també dialectes japonesos)
    - Hachijō
    - Japonés oriental
    - Japonés occidental
    - Japonés kyūshū

  - Llengües ryukyuenques
    - Llengües ryukyuenques septentrionals
      - Amami
      - Kunigami
      - Okinawa

    - Llengües ryukyuenques meridionals
      - Miyako
      - Yaeyama
      - Yonaguni
- Llengües ainu
  - Llengua ainu d'Hokkaidō
  - Llengua ainu de Sakhalín †
  - Llengua ainu de Kuril †

A més d'aquestes dues famílies lingüístiques natives a l'arxipèlag, hi ha la llengua de signe japonesa, així com minories significatives de coreans i xinesos, que formen sobre 0.5% i 0.4% de la població del país respectivament i molts dels quals encara parlen la seua llengua ètnica en privat (veure coreà zainichi). Hi ha també el destacat ús del kanbun (xinés clàssic) com a llengua de literatura i diplomàcia en Japó, similar a l'estatus de la llengua llatina a l'Europa mitjeval, i ha deixat una marca visible al vocabulari del japonés. El kanbun és una assignatura obligatòria en la majoria d'instituts japonesos.